# Pine Ridge (condado de Citrus)
Pine Ridge es un lugar designado por el censo ubicado en el condado de Citrus en el estado estadounidense de Florida. En el Censo de 2010 tenía una población de 9.598 habitantes y una densidad poblacional de 149,15 personas por km².

## Geografía
Pine Ridge se encuentra ubicado en las coordenadas 28°55′59″N 82°28′34″O / 28.93306, -82.47611. Según la Oficina del Censo de los Estados Unidos, Pine Ridge tiene una superficie total de 64.35 km², de la cual 64.35 km² corresponden a tierra firme y (0%) 0 km² es agua.

## Demografía
Según el censo de 2010, había 9.598 personas residiendo en Pine Ridge. La densidad de población era de 149,15 hab./km². De los 9.598 habitantes, Pine Ridge estaba compuesto por el 91.06% blancos, el 4.19% eran afroamericanos, el 0.2% eran amerindios, el 2.27% eran asiáticos, el 0.03% eran isleños del Pacífico, el 0.73% eran de otras razas y el 1.52% pertenecían a dos o más razas. Del total de la población el 5.67% eran hispanos o latinos de cualquier raza.